# Sarracenia charlesmoorei
Sarracenia charlesmoorei este o specie de plante carnivore din genul Sarracenia, familia Sarraceniaceae, ordinul Ericales, descrisă de Mellich.. Conform Catalogue of Life specia Sarracenia charlesmoorei nu are subspecii cunoscute.